# Monumento natural de los Glaciares Pirenaicos
El monumento natural de los Glaciares Pirenaicos es un monumento natural en las comarcas de Alto Gállego, Sobrarbe y Ribagorza, provincia de Huesca, Aragón, España. 
Tiene una superficie de 3 190 ha y otras 12 897 de zona periférica de protección. Su altitud oscila entre los 2 700 y los 3 000 m s. n. m.
El monumento natural fue declarado como tal el 21 de marzo de 1990, por la ley 2/1990 del Gobierno de Aragón, siendo ampliado el 23 de julio de 2002 por la ley 271/2002 y por última vez el 4 de septiembre de 2007 por la ley 216/2007. Es también, aunque parcialmente, LIC y ZEPA.
Incluye los siguientes picos:
- Macizo de Balaitús (Sallent de Gállego)
- Picos del Infierno (Panticosa y Sallent de Gállego)
- Pico Viñamala (Torla-Ordesa)
- La Munia (Bielsa)
- Pico Posets (San Juan de Plan, Sahún y Benasque)
- Pico Perdiguero (Benasque)
- Pico Maladeta y Aneto (Benasque y Montanuy)
- Monte Perdido (Bielsa y Fanlo)

Se pueden encontrar además de los grandes volúmenes de hielo, otras morfologías singulares de los glaciares como las morrenas, los ibones y los valles en forma de U. Algunos de estos glaciares conocieron una expansión durante la pequeña edad de hielo, pero actualmente están en proceso de desaparición total.
El clima extremo hace que no sean muchas las especies animales y vegetales que se hallen en estos glaciares, únicamente algunos sarrios, perdices nivales y guardafuentes pirenaico, especie endémica de estos picos.

## Otras figuras de protección
El monumento natural cuenta además con otras figuras de protección:
- Parque natural Posets-Maladeta

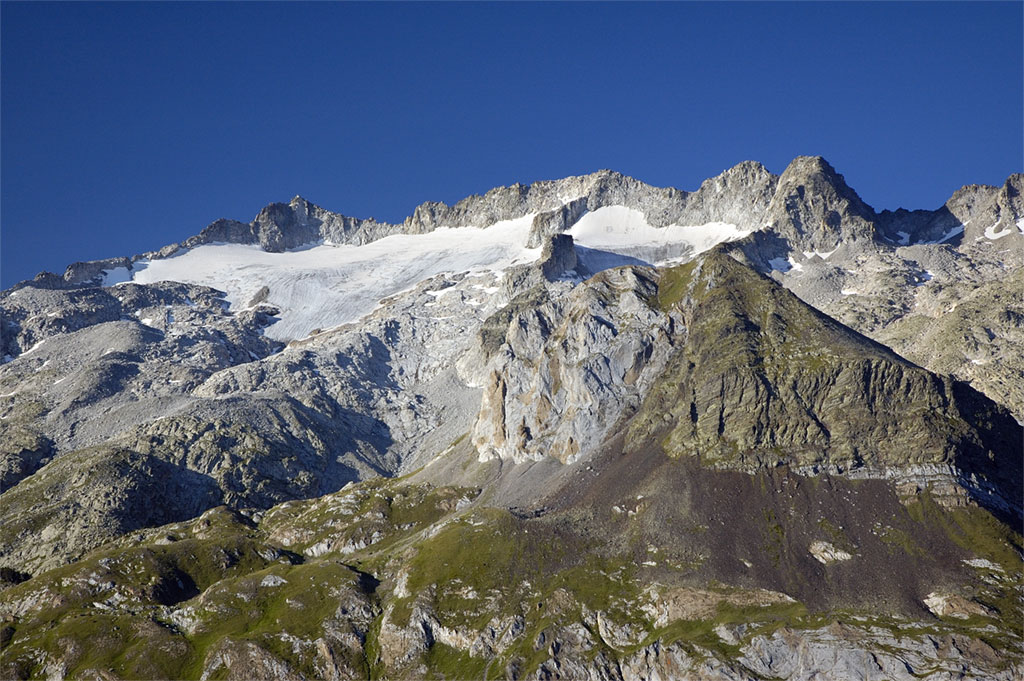
Glaciar de la Maladeta.

- Parque Nacional de Ordesa y Monte Perdido
- ZEPA: Posets-Maladeta
- LIC: Cabecera del Río Aguas Limpias
- LIC: Alto Cinca, Ordesa-Viñamala
- LIC: Bujaruelo y Garganta de los Navarros
- LIC: Posets-Maladeta
- LIC: Puertos de Panticosa, Bramatuero y Brazato
- LIC: Alto Valle del Cinca
- Reserva de la biosfera Ordesa-Viñamala